# Stefano Marcucci
Stefano Marcucci (Roma, 10 giugno 1947) è un compositore e regista italiano.
Si occupa fin da giovanissimo di musica, incidendo diversi dischi come autore ed interprete e partecipando a trasmissioni televisive di rilievo, anche come strumentista del gruppo musicale The Ancients di Manuel De Sica.
Incontra nel 1969 il regista Giancarlo Sepe con il quale crea un sodalizio di oltre vent'anni durante i quali dà vita con le sue musiche a spettacoli come Ubù roi (1972), Scarrafonata (1974) e Accademia Ackermann (1978), quest'ultima presentata al Festival dei Due Mondi di Spoleto.
Queste opere che rimangono pilastri di quel teatro detto di "avanguardia", che la "Scuola romana" durante gli anni '60 e '70 formata da registi come Giancarlo Nanni, Memè Perlini, Giuliano Vasilicò aveva creato a Roma.
Ha collaborato con registi di grande spessore quali: Giorgio Albertazzi, Vittorio Gassman, Irene Papas, Walter Manfrè, Dacia Maraini, Mariano Rigillo, Maurizio Nichetti, Flavio Bucci, Walter Pagliaro, Gabriele Lavia, Giancarlo Sammartano, Carlo Boso, Alvaro Piccardi. Tra gli interpreti delle sue composizioni figurano Milva, Renzo Arbore ed il Trio composto da Anna Marchesini, Massimo Lopez e Tullio Solenghi.
Per Marchesini, Lopez, Solenghi ha composto le musiche della parodia televisiva de I promessi sposi, Allacciare le cinture di sicurezza, In principio era il Trio.
Ha composto anche musical di successo come Piccole Donne: un musical! con la regia di Tonino Pulci (1979) ripreso poi nella stagione 2001 dalla Compagnia La Contrada di Trieste e colonne sonore per il cinema: Lo zio indegno (1989) di Franco Brusati, L'ultimo bersaglio (1996) di Andrea Frezza e per la televisione.
Dal 1986 al 2001 ha insegnato Educazione Musicale e Recitazione presso l'Accademia d'Arte Drammatica della Calabria, diretta da Luciano Lucignani. Inoltre è stato docente delle stesse materie presso la Bottega Teatrale di Firenze diretta da Vittorio Gassman, presso la Scuola di Teatro dell'Istituto Nazionale del Dramma Antico di Siracusa, presso l'A.I.A.D. (Accademia Internazionale di Arte Drammatica) del Teatro Quirino di Roma ed successivamente docente di interpretazione nel canto ed educazione musicale presso la Q Academy del Teatro Quirinetta di Roma. 
Ha tenuto seminari presso il DAMS - Università degli studi di Bologna, il CEIS di Messina, l'MTM di Roma, tiene corsi presso l'UTES di San Benedetto del Tronto e Corsi di perfezionamento di composizione teatrale e cinematografica presso il Centro "Siena-jazz".
Nel 1983 ha debuttato nella regia teatrale con lo spettacolo Dracula scritto da Mario Moretti. Nel 1996 ha ideato e condotto ad Ascoli Piceno, in qualità di Direttore Artistico "Anteprima": Festival Internazionale delle Scuole di Teatro.
Nel novembre del 1998 ha composto le musiche per il romanzo Quell'acre odore di aglio , scritto da Domenico Gangemi. Nel febbraio 1999 ha diretto ad Augusta in Germania lo spettacolo L'opera da tre soldi di Bertolt Brecht, in collaborazione con il Conservatorio "Leopold Mozart" di Augusta e nel 2000 a Buenos Aires in Argentina la commedia di Shakespeare, Sogno di una notte di mezza estate.
Nel 1990 ha ottenuto il premio Fondi - La Pastora "Protagonisti del Teatro" per le musiche dell'Edipo re con Giancarlo Sbragia e Anna Proclemer, regia di Giancarlo Sepe, rappresentato al Teatro Antico di Siracusa.
Nel 1996 è stato inserito nella terna dei premiati con la "Grolla d'oro" di Saint-Vincent per la colonna sonora del film: Ultimo bersaglio con Giancarlo Giannini e Silvia Cohen, regia di Andrea Frezza.